# Ichneumon neomolitor
Ichneumon neomolitor là một loài tò vò trong họ Ichneumonidae.